# Catherine Jourdan
Catherine Jourdan (Azay-le-Rideau, 12 ottobre 1948 – Parigi, 18 febbraio 2011) è stata un'attrice francese.

## Filmografia parziale
- Frank Costello faccia d'angelo (Le samouraï), regia di Jean-Pierre Melville (1967)
- Nuda sotto la pelle (The Girl on a Motorcycle), regia di Jack Cardiff (1968)
- Oltre l'Eden (L'Eden et après), regia di Alain Robbe-Grillet (1970)
- Quel violento mattino d'autunno (Le petit matin), regia di Jean-Gabriel Albicocco (1971)
- N. a pris les dés..., regia di Alain Robbe-Grillet (1972)
- Più matti di prima al servizio della regina (Les quatre Charlots mousquetaires), regia di André Hunebelle (1974)
- 5 matti alla riscossa (Les Charlots en folie: À nous quatre Cardinal!), regia di André Hunebelle (1974)
- Storia d'amore con delitto (Blondy), regia di Sergio Gobbi (1976)
- Afrodite (Aphrodite), regia di Robert Fuest (1982)